# 東北角・宜蘭海岸国家風景区

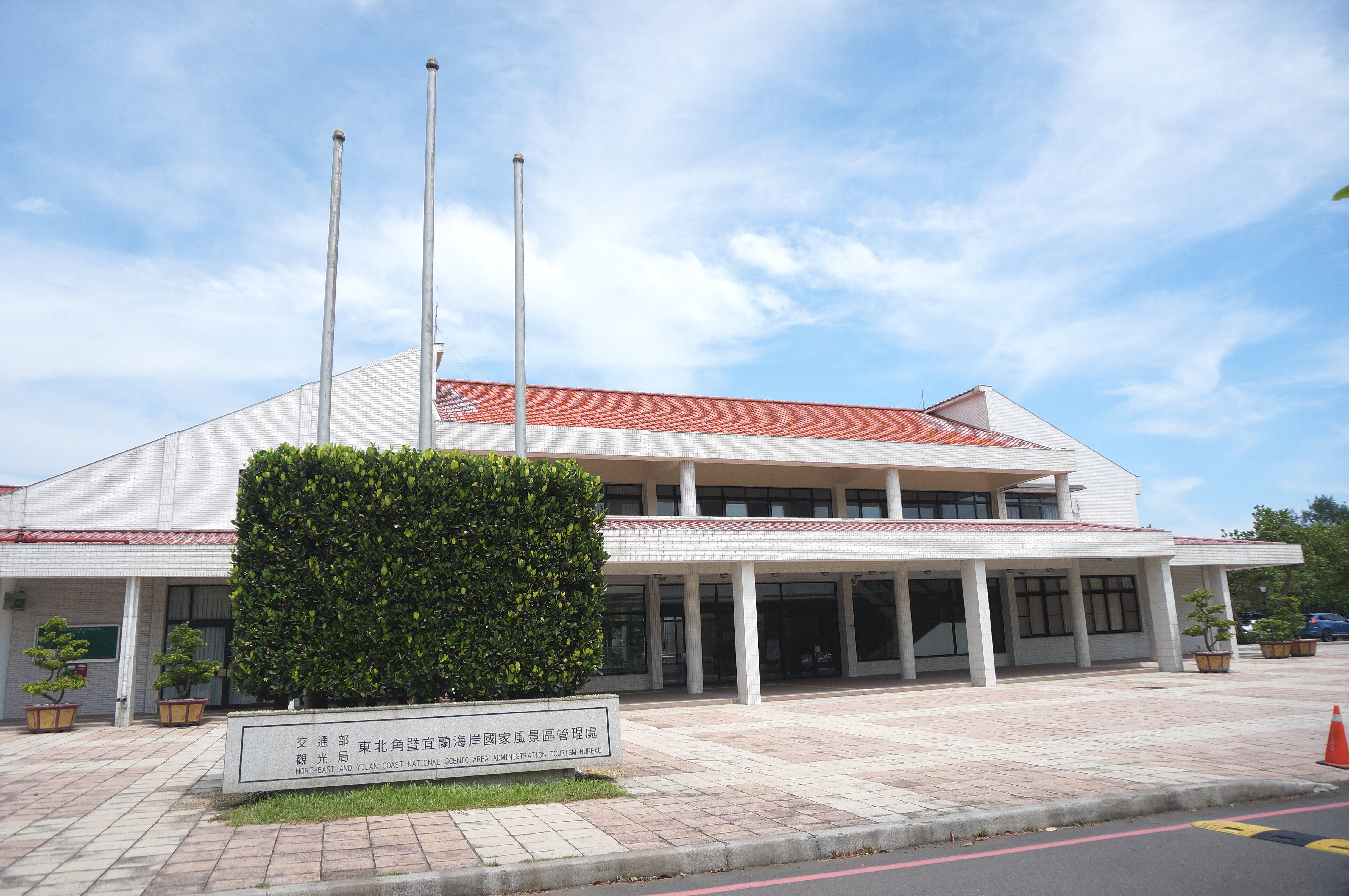
東北角・宜蘭海岸国家風景区管理事務所

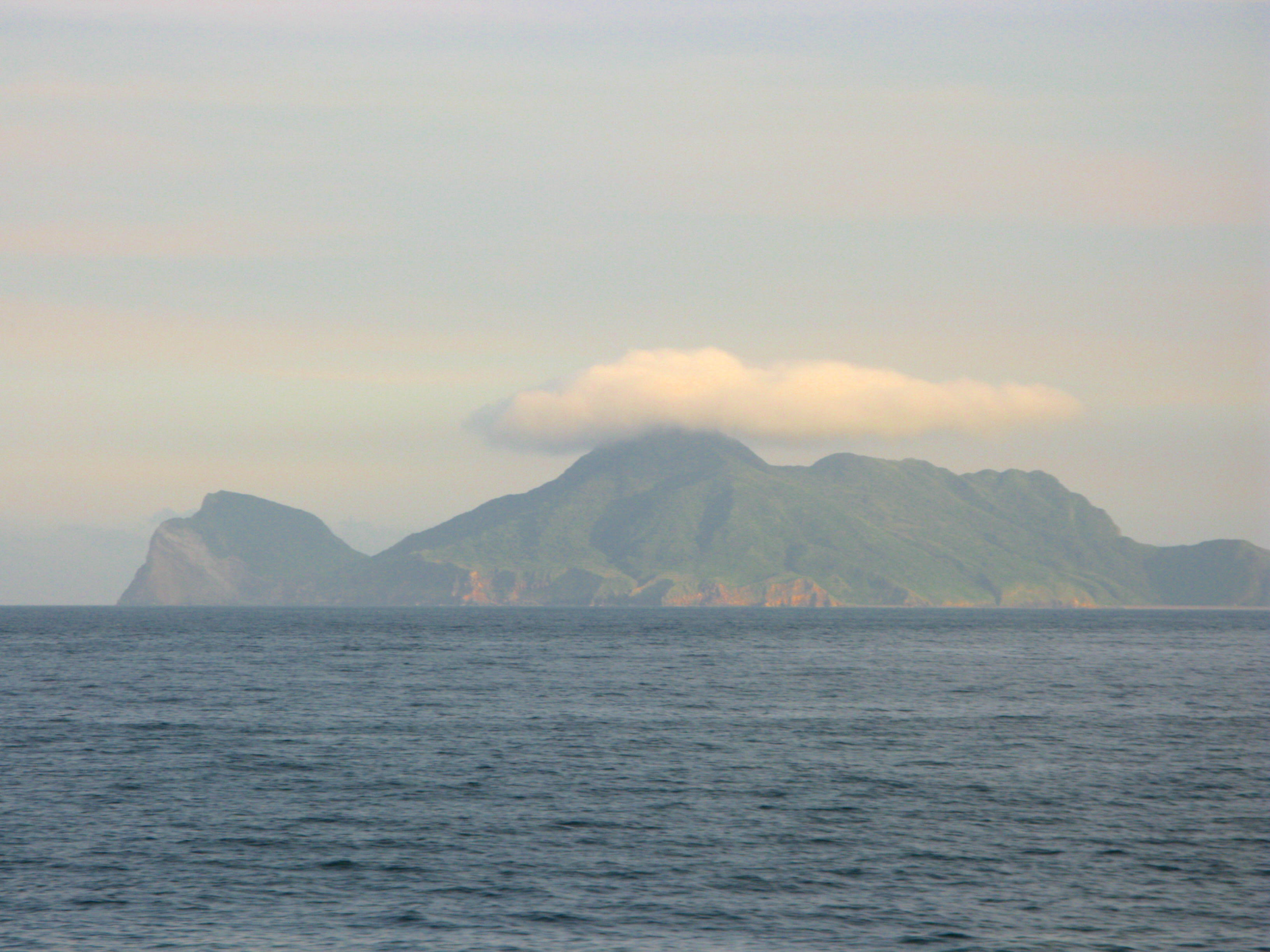
亀山島を眺望

東北角・宜蘭海岸国家風景区（とうほくかく・ぎらんかいがんこっかふうけいく、旧名称：東北角海岸国家風景区、中国語: 東北角暨宜蘭海岸國家風景區、英語: Northeast and Yilan Coast National Scenic Area）は台湾東北部に位置する国家風景区。その北は新北市瑞芳区南雅里から南は宜蘭県蘇澳鎮内埤海岸南角岬まで、独特な地質景観と漁村景観を有している。新北市瑞芳区と貢寮区、宜蘭県頭城鎮、壮囲郷、五結郷、蘇澳鎮にまたがっている。

## 歴史
1979年12月、交通部観光署は国立政治大学に「東北角海岸風景区計画研究報告書」を委託し、台湾省住宅都市開発局は「東北角海岸風景区計画書」を作成、1982年2月に行政院に報告、都市計画法の手続きに従って認可され、風景区の実施が発表された。
1984年6月1日に東北角風景区管理処が設立され、1995年7月1日に東北角風景区管理処に改組され、新北市貢寮区福隆巷興隆街36号に位置し、福隆海水浴場に隣接している。
2007年12月17日、東北角海岸国家風景区は正式に宜蘭県頭城郷北港から南へ延長され、宜蘭県沿岸地域と省道台2線の東側が含まれるようになり、「東北角・宜蘭海岸国家風景区」と改称された。

## 景勝地
- 鼻頭角
- 旧草嶺トンネル
- 蜜月湾
- 亀山島

など